# Lia de Baat-Duine
Lia de Baat-Duine (geboren Leuntje Lena (Lia) Duine) (Oud-Vossemeer, 9 februari 1950 – Bergen op Zoom, 6 maart 1999) was een Nederlands paralympisch zwemster. 
Ze nam als zwemster namens Nederland deel aan de Paralympische Zomerspelen van 1976 in Toronto, waar ze in totaal 5 gouden en 2 zilveren medailles won.

## Medailles

### Paralympische Spelen
| Evenement    | Resultaat | Onderdeel               |
| ------------ | --------- | ----------------------- |
| Toronto 1976 | goud      | 3 x 25 meter wisselslag |
| Toronto 1976 | goud      | 3 x 50 meter wisselslag |
| Toronto 1976 | goud      | 25 meter wisselslag     |
| Toronto 1976 | goud      | 25 meter vlinderslag    |
| Toronto 1976 | goud      | 4 x 50 meter estafette  |
| Toronto 1976 | zilver    | 25 meter schoolslag     |
| Toronto 1976 | zilver    | 25 meter rugslag        |

## Privé
Op 21 december 1977 trouwde De Baat-Duine getrouwd met Ger de Baat. Ze kreeg met hem vier kinderen.